# آنکیلیماری
آنکیلیماری (به لاتین: Ankilimary) یک منطقهٔ مسکونی در ماداگاسکار است که در آتسیمو-آندرفانا واقع شده‌است. آنکیلیماری ۵٬۳۲۹ نفر جمعیت دارد و ۵۶۰ متر بالاتر از سطح دریا واقع شده‌است.